# Азагаріум

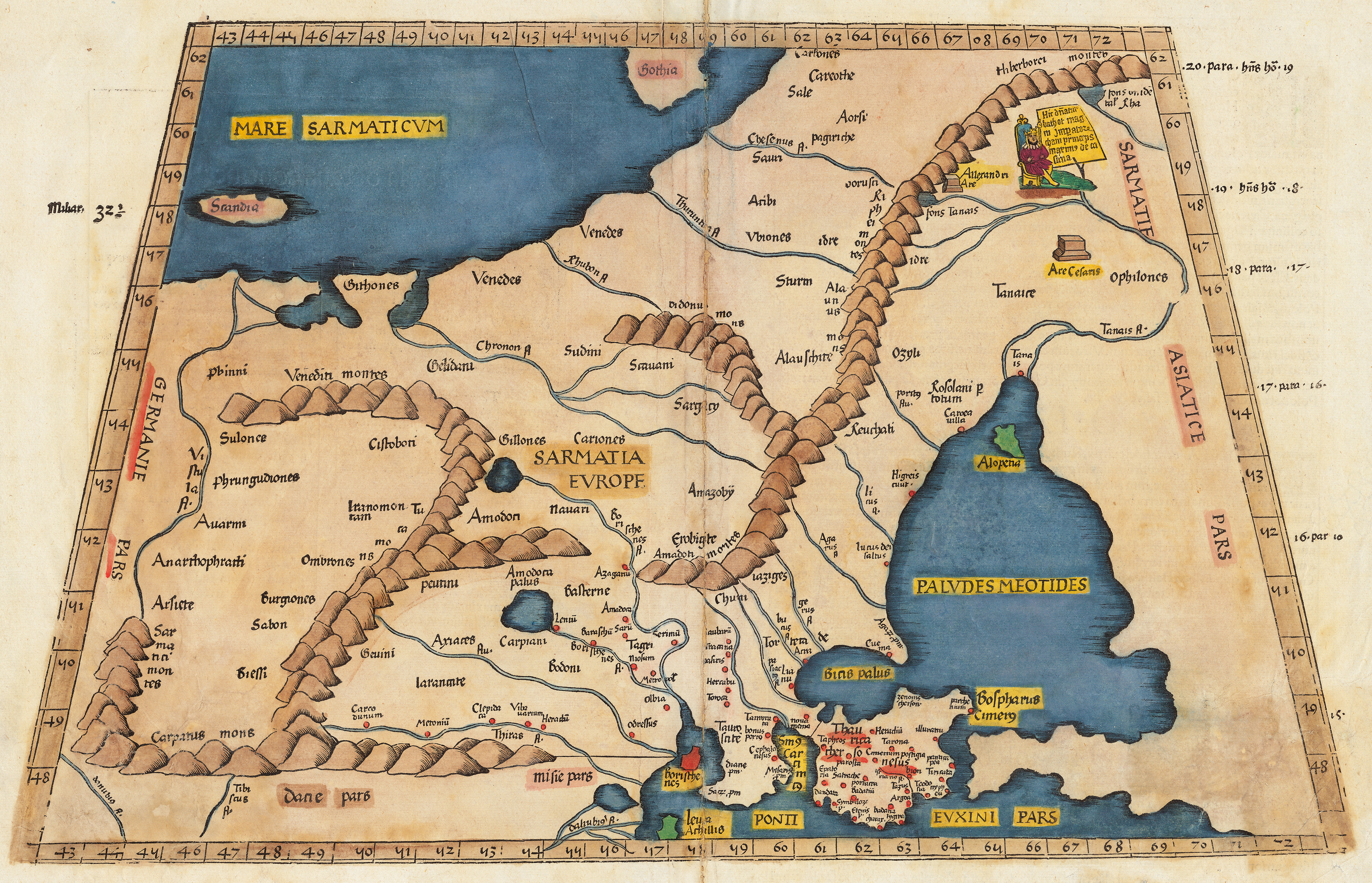
Європейська Сарматія. «Восьма мапа Європи». Згідно «Географії» Клавдія Птолемея. Меркатор, 1482 р.

Азагаріум (Азагоріум, Азагорій) — місто часів Римської імперії, позначене на карті Сарматії Клавдія Птолемея (бл. 87 — 165) в середній течії Борисфена (Дніпра).
Давньогрецький учений ІІ століття Клавдій Птолемей у своїй праці про міста, що лежать уздовж течії Дніпра (Борисфена), повідомляє наступне:
| «В середині країни розташовані міста: Азагорій (56 ° - 50 ° 40), Амадока (56 ° - 50 ° 30), Сар (56 ° - 50 ° 15), Серим (57 ° - 50 °), Метрополь (56 ° - 49 ° 30)...» [1] |
На основі цих географічних даних деякі дослідники ототожнювали міста Азагорій, Метрополь і Сар з першими поселеннями на території Києва. Наприклад, Максим Берлинський вважав, що Азагорій місцеві жителі називали Загір'ям, що відповідає сарматському слову «ківи» («гори»). Через півстоліття цю версію підтримав Микола Закревський: «Птолемеїв Азагоріум, — писав він, — був не чим іншим, як Києвом. І це дає підстави вважати, що Київ було засновано набагато раніше, ніж думають сучасні історики».
Але вже на початку ХХ століття вчений Ю. Кулаковський, виходячи з координат, залишених олександрійським мудрецем, висловлює думку про те, що Київ існував ще з часів Птолемея і позначений на його карті під назвою Метрополь. «Цілком можливо, що наш Київ, — пише дослідник, — був столицею Германаріха і саме до цього місця слід віднести спогади про „Дніпровське місто“ в різних ісландських сагах».
Цю гіпотезу рішуче відхилив київський історик Михайло Брайчевський, помітивши, що «готська столиця Данпарстад (Дніпровський місто) — не Київ, і не можна ототожнювати стародавні гнізда протокиївських поселень зі згаданими Птолемеєм містами Азагорієм і Метрополем». Однак вчений не виключає, що таким містом може бути Сар, назва якого, можливо, збереглася в найменуванні фортеці «Самбатас», згаданої в працях візантійського імператора Костянтина Багрянородного (Х ст.).
У 1986 році київський архітектурознавець Борис Єрофалов локалізував Азагаріум як класичний римський табір в середньовічному ядрі Подолу.
| Римський табір займає центральну "ядерну" позицію, примикає до західного боку витягнутого з півдня на північ великого плану Подолу і по висоті дорівнює його третині. Північно-західний кут табору, біля Щекавиці, не просто окреслений міською вулицею, але прямим кутом продавлює, приблизно на 400 м на північ, раніше рівний плин річки Глибочиці, очевидно змінюючи її конфігурацію. Примітно, що після класицистичного перепланування Подолу після пожежі 1811 року, річка була спрямована в колишнє русло. Тобто попередні сімнадцять століть Глибочиця під горою Щекавицею огинала прямокутник табору зі штучного рову. І табір, як і належить, в ар'єргардній частині, на півночі мав доступ до води. [2] |